# Axius stirynchus
Axius stirynchus is een tienpotigensoort uit de familie van de Axiidae. De wetenschappelijke naam van de soort is voor het eerst geldig gepubliceerd in 1815 door Leach.